# فياتكوغورغون
حيوان الفياتكوغورغون (باللاتينية: Viatkogorgon ivachnenkoi) فصيلة من جورجونوبسيا (نوع من وحشيات الأقواس، المجموعة التي تتضمن ثدييات حديثة تطورت مع مرور الزمن) والذي كان يعيش في روسيا القديمة خلال العصر البرمي. تم العثور على المستحاثة الأولى في منطقة كوتلنيش بالقرب من نهر فياتكا وصُنعت على النمط الشامل للجنس والنوع الجديد V. ivachnenkoi في عام 1999. يشير الاسم العلمي إلى النهر والجنس ذي الصلةغورغون والمشتث من غرغونة في الأساطير اليونانية. الاسم المحدد يكرم عالم الحفريات ميخائيل إيفاخنينكو. الهيكل العظمي من النوع الكليّ هو واحد من أكثر عينات gorgonopsian المعروفة اكتمالًا ويتضمن عناصر نادرًا ما يتم حفظها مثل أضلاع البطن، والحلقة الصلبة (حلقة عظمية داخل العين). كما تم حفظ عينة أكبر ولكنها محفوظة بشكل سيئ لهذا النوع.

## التركيب
تبلغ العينة الكلية حوالي 80 سنتيمتر (31 بوصة) طويلة، بما في ذلك 14 سنتيمتر (5.5 بوصة) جمجمة طويلة، مما يجعل الفياتكوغورغون صغيرًا نسبيًا. العينة المخصصة أكبر، مع 17 سنتيمتر (6.7 بوصة) جمجمة طويلة، وربما كان النمط الشائع شابًا. بصفته أحد أفراد الجورجونوبس، كان من الممكن أن يكون قويًا من الناحية الهيكلية مع وضع يشبه الكلب إلى حد ما، على الرغم من أن المرفقين مقلوبان إلى الخارج. كان الخطم مرتفعًا، وكانت الأسنان بشكل عام مقوسة (منحنية للخلف) ومدببة ومسننة. كانت الأنياب (أسنان السيف) أكبر بكثير من القواطع الأمامية والخلفية، ولكنها صغيرة نسبيًا بالنسبة إلى الأسنان الخدية. تميزت الفياتكوغورجن بمقبس العين الكبير بشكل غير عادي وحلقة التصلب. كان يتميز عن غيره من الجورجونوبسيا بالطرف السفلي من شريط ما بعد الحجاج حيثُ كان أضيق، وله ثلم كبير جدًا (أو ثلم) في الجزء الخلفي من الجمجمة على كل جانب. نظرًا لأنه تم وصف الجورجونوبسيا بشكل رئيسي من الجماجم، فمن غير المؤكد مدى انتشار ميزات ما بعد الجمجمة للجورجونوبسيا في أعضاء آخرين من المجموعة. كان الهيكل العظمي لهم غير عادي في وجود gastralia، حيث كان الذيل متمايزًا عن الجزء الأمامي والخلفي، وكان الأمامي أقل مرونة، وفيذلك تم تقليل حجم بعض عظام القدم وقياسها وترابطها.

كانت Gorgonopsians مجموعة من مندمجات الأقواس آكلة اللحوم مع أسنان سيفية الأنياب والتي اختفت في نهاية العصر البرمي. وجد علم الوراثة العرقي أن الجورجونوبسيا هو واحد من أوائل المتطورات بعدNochnitsa، وهي من مدينة كوتلنيش أيضًا. يبدو أن جميع أجناس رتبة الجورجونوبسيا الآخرين ينتمون إلى مجموعتين روسية وأفريقية متباعدة لاحقًا. تشير الحلقة المتصلبة الكبيرة نسبيًا Viatkogorgon إلى عادات ليلية. كان من الممكن أن يكون الجورجونوبسيا من الحيوانات المفترسة السريعة نسبيًا، مما يؤدي إلى قتل فرائسها عن طريق العضات المقطوعة بأنيابها الحادة. كان للهيكل العظمي لـViatkogorgon ميزات مثل العمود الفقري مع زيادة الانحناء العمودي، بما في ذلك الجزء الخلفي من الذيل، وحركة مقيدة لبعض أصابع القدم، تشبه بنية الزعنفة مما يشير إلى أنه ربما كان سباحًا جيدًا نسبيًا. لم يتم تحديد عمر عضو فانيوشونكي في خلافة Kotelnich، والذي يُعرفعنه Viatkogorgon، ولكن يُعتقد أنه يعود إلى العصر البرمي المتأخر أو المتوسط.